# ビクトル・ウーゴ・アンテロ
ビクトル・ウーゴ・アンテロ（Víctor Hugo Antelo Bárba、1964年11月2日 - ）は、ボリビア出身の元サッカー選手。ボリビアリーグ通算350得点は同リーグの歴代最多記録である。

## 経歴
アマチュアクラブのウニベルシダで本格的なキャリアをスタートさせる。1983年、18歳の時オリエント・ペトロレロと契約。選手キャリアの大半をボリビア国内で過ごすが、短期間だけ日本サッカーリーグ2部のフジタサッカークラブでプレーした（登録名はビクトル・ウーゴ）。
ボリビアリーグ得点王のタイトルを7回獲得、1998年には12試合連続得点を記録しリーグ通算得点歴代2位のファン・カルロス・サンチェスの連続得点記録を破った。コパ・リベルタドーレスでは46試合出場、21得点をマークしている。
このようなクラブでの実績にも関わらずアンテロはボリビア代表に招集される機会は少なく、11試合出場を記録するに止まった。

## 所属クラブ
- オリエンテ・ペトロレロ 1983-1988
- レアル・サンタクルス 1989
- ブルーミング 1990
- フジタサッカークラブ 1990-1991
- ブルーミング 1991
- クラブ・ボリバル 1992
- サン・ホセ 1993
- クラブ・ボリバル 1994
- レアル・サンタクルス 1995
- ザ・ストロンゲスト 1996
- ブルーミング 1997-2001

## 個人成績
日本国内成績
| 国内大会個人成績 | 国内大会個人成績 | 国内大会個人成績 | 国内大会個人成績 | 国内大会個人成績             | 国内大会個人成績 | 国内大会個人成績 | 国内大会個人成績  | 国内大会個人成績 | 国内大会個人成績 | 国内大会個人成績 | 国内大会個人成績 |
| 年度             | クラブ           | 背番号           | リーグ           | リーグ戦                     | リーグ戦         | リーグ杯         | リーグ杯          | オープン杯       | オープン杯       | 期間通算         | 期間通算         |
| 年度             | クラブ           | 背番号           | リーグ           | 出場                         | 得点             | 出場             | 得点              | 出場             | 得点             | 出場             | 得点             |
| 日本             | 日本             | 日本             | 日本             | リーグ戦                     | リーグ戦         | JSL杯            | JSL杯             | 天皇杯           | 天皇杯           | 期間通算         | 期間通算         |
| ---------------- | ---------------- | ---------------- | ---------------- | ---------------------------- | ---------------- | ---------------- | ----------------- | ---------------- | ---------------- | ---------------- | ---------------- |
| 1990-91          | フジタ           |                  | JSL2部           | 19                           | 19               | 1                | 1                 |                  |                  |                  |                  |
| 通算             | 日本             | 日本             | JSL2部           | 19                           | 19               | 1                | 1\|\|\|\|\|\|\|\| |                  |                  |                  |                  |
| 総通算           | 総通算           | 総通算           | 総通算           | \|\|\|\|\|\|\|\|\|\|\|\|\|\| |                  |                  |                   |                  |                  |                  |                  |

- JSL（2部）初出場：1990年9月8日 対日立製作所戦（日立柏総合グラウンド）
- JSL（2部）初得点：1990年9月16日 対京都紫光クラブ戦（京都府立山城運動公園太陽が丘陸上競技場）